# Kömmhah
Kömmhah war eine ägyptische Masseneinheit (Gewichtsmaß) für Gold- und Silber. Es war ein Medizinalgewicht und entsprach dem Grän.
- 1 Kömmhah = 0,0321 Gramm (errechnet) (nach [1] = 0,7721 Gramm)

Die Maßkette war
- 1 Derhem/Drachme = 24 Kirat/Karat = 96 Kömmhah = 3,0884 Gramm